# Гонтаров Віктор Миколайович
Ві́ктор Микола́йович Го́нтаров (сам художник називав себе і наголошував, що первісно сімейне прізвище звучало як Го́нтарів, 30 жовтня 1942, Сотницький Козачок, Харківська область — 7 липня 2009, Харків) — український художник-монументаліст, живописець і графік. Член Спілки художників СРСР (1967). Член Національної спілки художників України (1977), Заслужений художник України (1995), академік Академії мистецтв України (2006).
Лауреат Шевченківської премії (2009) за серію робіт «Мій Гоголь» (2008) та цикл живописних робіт «Рік 33. Україна», «Затемнення», «Лихоліття», «Рік 33. Останній Кобзар».

## Життєпис
Народився 30 жовтня 1942 року (в деяких джерелах — 5 січня 1943 р.) на Слобожанщині. в українській родині: батько Микола Іванович (1910—1984) — селянин; мати Домна Родіонівна (1905—1986) — учителька. Професійну освіту отримав у  дитячий художній школі ім. І. Ю. Репіна (1956—1958), Харківському художньому училищі (1958—1963); Ленінградському вищому художньо-промисловому училищі ім. В. Г. Мухіної (1967—1972), на кафедрі  монументального живопису.
З 1974 р., із перервами, працював в Харківській державній академії дизайну та мистецтв; професор кафедри монументального живопису. Виховав плеяду молодих митців власної живописної школи, серед яких Володимир Козлов, Олександр Сердюк, Олег Омельченко, Костянтин Аленінський, Юлія Ландіна, Олена Котляр, Олена Голобородько та інші.
Від 1973 — учасник багатьох всеукраїнських, всесоюзних, міжнародних художніх виставок. Персональні виставки — у Харкові (1981, 2000—2002, 2005), Мальме (Швеція, 1990), Нюрнберзі (1993, 1997), Торонто (1998), Сан-Франциско (1999), 2006 року велика виставка живописних робіт художника відбулася в Національному художньому музеї України.
Роботи Віктора Гонтарова зберігаються в НХМУ, Сумському, Полтавському, Харківському художніх музеях, приватних колекціях.
Після тривалої хвороби помер у Харкові 7 липня 2009 року.

## Творчість
Автор інтер'єрних розписів в громадських і приватних будівлях, станкових живописних робіт і графічних серій.
Значне місце у творчості художника займає рисунок: пейзажний, жанровий, шаржово-гротескний.
Вийшовши з радянської школи монументалістики, Гонтарів виробив власний стиль, в якому поєднались монументальне узагальнення, певні традиції бойчукізму та українського релігійного та народного живопису, тонка поетичність і образна мова, завжди тісно пов'язана із широким національним історичним і культурним контекстом. Темами його картин часто ставали фольклорні образи, образи козацтва, рідного села, пошук містичної символіки у звичайних речах, дослідження сутності жінки і материнства, сакральні персони історії України.
У зрілій творчості виробив власний стиль пейзажу, оспівуючи прості і непретенсі́йні краєвиди Слобідського краю. Пейзаж Гонтаріва характерний «фірмовими» рисами пензля художника — площинним узагальненням планів, витонченим нюансуванням майже монохромного — у гамі сірого, білого, брунатного — колориту; продуманою строгістю композиційної побудови; загостреними контрастами форм і ліній; і при цьому всьому — загальним медитативним настроєм.
В своїй творчості художник неодноразово звертався до образу М. В. Гоголя, присвятив цій темі багато творів («Сон Н. Гоголя» (1996, 2002), «М. Гоголь і свиня» (2001), «М. Гоголь. Мертві душі. Другий том» (серія картин, всі 2002 р.) та інші. Він створив графічний і живописний цикли, в яких відобразив парадоксальність і фантастичність образу письменника. За серію полотен «Мій Гоголь» і цикл живописних робіт митець отримав звання лауреата Шевченківської премії (2009).

## Твори
Монументальний живопис — розпис «Людина і космос» (1980, бібліотека Харківського авіаційного інституту), цикл розписів у 4-ій міській лікарні Харкова (1983), цикл розписів у Харківському  обліково-кредитному технікумі (1986); станковий живопис — серія «Зоряний віз»  (1993), серія «Небесний човен» (1996—1999), серія пейзажів «Туга за осінню, що невпинно минає» (1990—1999), цикл пейзажів «Душа тремтяча очерету», триптих «Лихоліття» (1993), «Тарасова доля» (1999), «Ой горе тій чайці» (2001), «Нова радість стала» (2002), серія «Мій Гоголь» (2008).

## Нагороди і відзнаки
- Заслужений художник України (1995).
- Лауреат Всеукраїнського трієнале «Живопис–98».
- Велика золота медаль АМУ (2003).
- Звання «Почесний громадянин Харкова» (2006)[3].
- Національна премія України імені Тараса Шевченка (2009).

## Рекомендована література
- Гонтаров В. Монолог / Віктор     Гонтаров // Музейний провулок. — 2004. — № 2. — С. 124—127 : іл.
- Бондар-Терещенко І. Чумацький сон на Зоряному возі / Ігор Бондар-Терещенко // Музейний провулок. — 2004. — № 2. — С. 120—122 : іл.
- Іваненко С. Харківькаі імпресії або Слово про Віктора Гонтаріва / Софія Іваненко // Образотворче мистецтво. — 2005. — № 1. — С. 9—11 : іл.
- Коваль О. Слобожанський Брейгель: пригадування і повернення Віктора Гонтарова / Олег Коваль // Образотворче мистецтво. — 2019. — № 1. — С. 42— 44 : іл.
- Котляр Є. Гонтарів forever: мистець та вчитель. Десять років без Майстра... / Євген Котляр // Образотворче мистецтво. — 2019. — № 4. — С. 76—79 : іл.
- Міщенко Г. Код, який не сплутаєш. Композиційний прийом майстерні Віктора Гонтаріва / Григорій Міщенко // Образотворче мистецтво. — 2001. — № 3. — С. 77—79 : іл.
- Півненко А. Спогад / Алла     Півненко // Музейний провулок. — 2004. — № 2. — С. 123 : іл.
- Цибулько В. Довершити коло на свому подвір'ї / Володимир Цибулько // Артанія. — 2010. — № 1 (18). — С.105— 107 : іл.